# Cronus (Stargate)
Cronus (o Kronos), es un personaje ficticio de la serie de televisión estadounidense Stargate SG-1, interpretado por el actor Ron Halder.
Fue un Goa'uld, y uno de los más influyentes entre los Señores del Sistema.
En la mitología griega, Cronos era uno de los doce titanes, seres inmortales de gran fuerza y poder, que gobernaron antes de ser derrocados por los atletas olímpicos. Los doce hijos de los titanes llevan comprometidos por el hijo de Cronos, Zeus, en una guerra de diez años que los colocó en su extremo como las principales deidades del panteón griego.

## Biografía
Cronos, aliándose con el Supremo Señor del Sistema Ra y con Apophis, uno de sus mortales enemigos, fueron algunos de los que se aliaron para derrocar a Sokar. 
Tras la muerte de Ra, Cronos era, junto a Apophis y Heru'ur uno de los Goa'uld que en gran parte vino a llenar el vacío dejado por la desaparición de Ra.
Ronac, el padre de Teal'c, fue su primado, pero Cronus le había ordenado su retiro, al no aceptar este lo mató, aplastando su prim'ta, causando una muerte lenta y agónica. Teal'c y su madre fueron desterrados a Chulak, donde Teal'c prometió convertirse en el primado de Apophis por lo que estaría en condiciones de vengar a su padre algún día. Cronos es descrito por Teal'c como el más influyente de los Señores del Sistema.
Cronos era también un enemigo acérrimo de la Tok'ra. Al enterarse de que la Tok'ra Jolinar de Malkshur estaba en Nasya, envió el Ashrak Edrekh a matarla.
Al parecer, cansados de esperar, Edrekh actúa, envió un planeador de la muerte a atacar a los Nasyans, pero ellos fueron evacuados por SG-1. El simbionte Anker, que sustituyó a la Tok'ra Cordesh actuando como espía dentro de la Tok'ra, más tarde envió un mensaje a Cronos del contacto de los Tau'ri y la Tok'ra. Cronos envió dos naves nodrizas para terminar con ellos, pero la Tok'ra evacuó por un aviso previo y el coronel Jack O'Neill descubrió la duplicidad de Anker. Por lo tanto, Cronos era responsable indirecto de la formación de la alianza Tau'ri-Tok'ra.